# Raid de la rade d'Alexandrie
Seconde Guerre mondiale
Batailles
1940
- Vado
- Siège de Malte
- Club Run
- Convoi Espero
- Mers el-Kébir
- Punta Stilo
- Cap Spada
- Hurry
- Cap Passero
- MB.8
- Tarente
- Détroit d'Otrante
- White
- Cap Teulada

1941
- Excess
- Convoi AN 14
- Grog
- Abstention
- Baie de La Sude
- Cap Matapan
- Îles Kerkennah
- Crète
- Galite
- Substance
- Halberd
- Convoi Duisburg
- Cap Bon
- Syrte (1941)
- Rade d'Alexandrie

1942
- Syrte (1942)
- Calendar
- Bowery
- Albumen
- Harpoon
- Vigorous
- Pedestal
- Agreement
- Torch
- Stoneage
- Sabordage de la flotte française à Toulon
- Portcullis
- Banc de Skerki
- Olterra (navire auxiliaire)
- Raid sur Alger

1943
- Zouara
- Convoi de Cigno
- Convoi de Campobasso
- Corkscrew
- Husky
- Gela
- Scylla
- Pietracorbara
- Dodécanèse
  - Rhodes
  - Leros
  - Kos
- Convoi KMF-25A

1944
- Ist
- Raid sur Santorin
- Raid sur Symi
- Port-Cros
- La Ciotat
- Île de Pag

1945
Mer Ligure
- Convois alliés
  - convois de Malte
- Campagne des U-boote
- Campagne adriatique

Le raid de la rade d'Alexandrie fut mené dans la nuit entre le 18 et 19 décembre 1941 lorsqu'un commando italien sabota la flotte britannique en rade d'Alexandrie. Chevauchant des torpilles humaines SLC, des plongeurs de la Xe Flottiglia MAS coulèrent deux cuirassés de la Mediterranean Fleet britannique.

## Déroulement de l'opération
Acheminés par le sous-marin Scirè qui appareille le 3 décembre 1941 de La Spezia, six plongeurs italiens menés par le lieutenant de vaisseau Luigi Durand de la Penne montent par paires sur trois maiali (cochons en italien), qui sont des torpilles à vitesse lente modifiées. Largué à 2,1 km du rivage, les plongeurs profitent d'une ouverture des filets de protection pour se faufiler dans le sillage de trois contre-torpilleurs rentrant au port.
La tête de chaque torpille contient une charge de 230 kg d'explosif et un détonateur doté d'une minuterie. Les plongeurs doivent dévisser cette tête et la fixer par câble en dessous du navire attaqué. Ils placent leur charge sous la poupe du pétrolier norvégien Sagona (7 600 t.) et des cuirassés de la Royal Navy HMS Valiant (27 500 t.) et HMS Queen Elizabeth (33 550 t.) avant que certains d'entre eux ne soient repérés et faits prisonniers . L'équipe constituée de Durand de la Penne et son équipier est alors enfermée à bord du Valiant, dans le compartiment des chaînes en dessous de la ligne de flottaison, mais ne révèle le sabotage du bâtiment qu'au moment de l'explosion imminente de leur charge, afin de permettre l'évacuation du navire par l'équipage.
À 5 h 47, le pétrolier Sagona, qui avait été choisi comme cible de remplacement après avoir constaté l'absence de porte-avions dans la base, est coulé par une première détonation, endommageant le destroyer britannique HMS Jervis avec lequel il était à couple. À 6 h 6 et 6 h 10, les mines placées sous le Valiant et le Queen Elizabeth explosent à leur tour, coulant les deux navires. Le binôme qui avait attaqué le pétrolier est capturé peu après sur les quais du port. Seuls les deux hommes ayant attaqué le Queen Elizabeth réussissent à se faufiler à l'extérieur de la base britannique, en se faisant passer pour des marins français (le cuirassé Lorraine étant alors interné à Alexandrie) mais ils sont à leur tour arrêtés deux jours plus tard par la police égyptienne.

## Conséquences

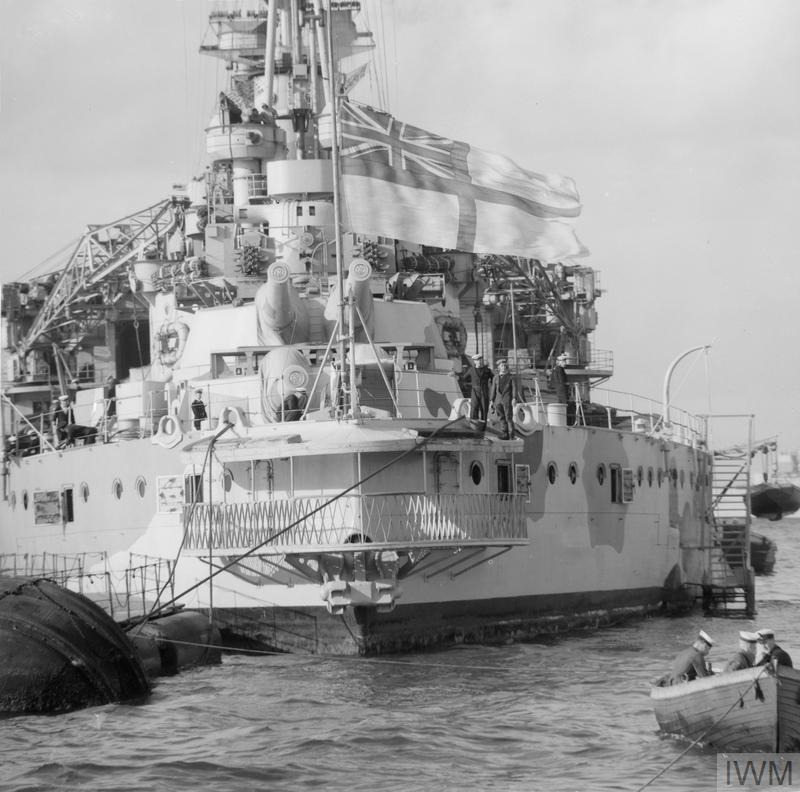
Le HMS Queen Elizabeth le 20 janvier 1942 à Alexandrie. Le tirant d'eau du port étant peu profond, la Royal Navy a pu maintenir l'illusion qu'il est resté opérationnel.

Ce raid audacieux démontre le savoir-faire et le courage individuel des plongeurs de combat italiens. Cependant, l'opération avait été mal planifiée dans la phase de fuite et récupération des hommes, faute d'informations et de soutien logistique.
Les deux cuirassés restèrent durablement hors d'usage avant de pouvoir être renfloués, remorqués et remis en service après respectivement six mois de travaux de réparation en Afrique du Sud (Valiant) et neuf mois de remise en état aux États-Unis (Queen Elizabeth).
Pendant cette période, l'équilibre des forces navales dans la Méditerranée demeura substantiellement modifié en faveur des flottes de l'Axe.
Pour la réussite cette attaque, les six marins italiens, qui passèrent le reste du conflit comme prisonniers de guerre, reçurent la Médaille d'or de la valeur militaire, soit la plus haute distinction militaire de leur pays.

### Au cinéma
Cette action a inspiré deux films : 
- Panique à Gibraltar (I sette dell'Orsa maggiore), réalisé par Duilio Coletti en 1953[3].
- Alerte sur le Vaillant (The Valiant), réalisé par Roy Ward Baker en 1962, avec Ettore Manni.

### Au théâtre
Cette action a inspiré la pièce L'Équipage au complet de Robert Mallet sortie en 1957.